# Lambertus Teijssen
Lambertus Jacobus Christianus Hendrikus Teijssen (Deest, 10 juli 1913 – Boxmeer, 14 mei 1995) was een Nederlands onderwijzer en politicus.
Hij werd in januari 1933 onderwijzer bij een lagere school in zijn geboorteplaats Deest en vanaf 1948 was hij hoofdonderwijzer bij een lagere school in Bergharen. Bovendien heeft hij tot circa 1960 diverse functies gehad bij de Dorpspolder Deest. Naast het onderwijs was hij ook betrokken bij de lokale politiek. Zo was hij van 1966 tot 1978 gemeenteraadslid in Bergharen waar hij ook wethouder is geweest (1966-1970 en 1973-1978). Nadat burgemeester Rob van Schaik daar vertrok om burgemeester van Groenlo te worden, werd Teijssen benoemd tot waarnemend burgemeester van Bergharen wat hij zou blijven tot die gemeente in 1984 opging in de gemeente Wijchen. Hij overleed in 1995 op 81-jarige leeftijd.